# 桃林镇 (东海县)
桃林镇，是中华人民共和国江苏省连云港市东海县下辖的一个乡镇级行政单位。

## 行政区划
桃林镇下辖以下地区：
白岭村、关汪村、彭才村、七埝村、桃西村、桃东村、桃北村、皇城村、官庄村、顶湖村、苗庄村、各庄村、上河村、陈州村、大李村、西石埠村、东石埠村、徐东村和徐西村。